# Mańkowicze (obwód brzeski)
Mańkowicze (biał. Манькавічы; ros. Маньковичи) – wieś na Białorusi, w obwodzie brzeskim, w rejonie stolińskim, w sielsowiecie Mańkowicze, nad Horyniem i przy drodze republikańskiej P88. Od zachodu sąsiadują ze Stolinem. W źródłach występuje także nazwa Mańkiewicze.
Znajduje się tu parafialna cerkiew prawosławna pw. św. Serafina z Sarowa.

## Historia
Do II wojny światowej własność Radziwiłłów. Majątek należał najpierw do ordynacji nieświeskiej, a następnie dawidgródzkiej. W dwudziestoleciu międzywojennym leżały w Polsce, w województwie poleskim, w powiecie stolińskim, w gminie Stolin. Po II wojnie światowej w granicach Związku Sowieckiego. Od 1991 w niepodległej Białorusi.

## Pałac i park

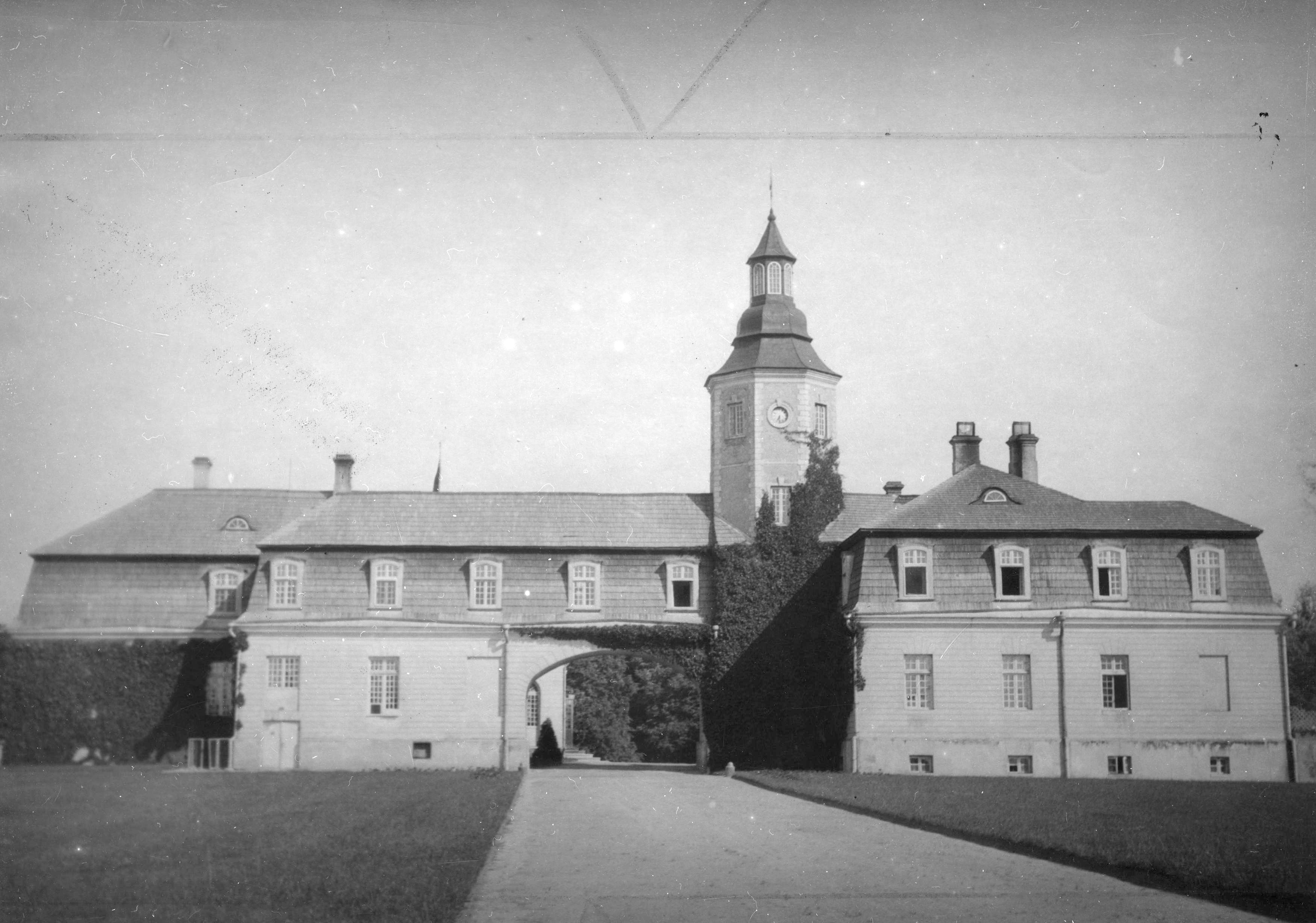
Pałac w Mańkowiczach (1937)

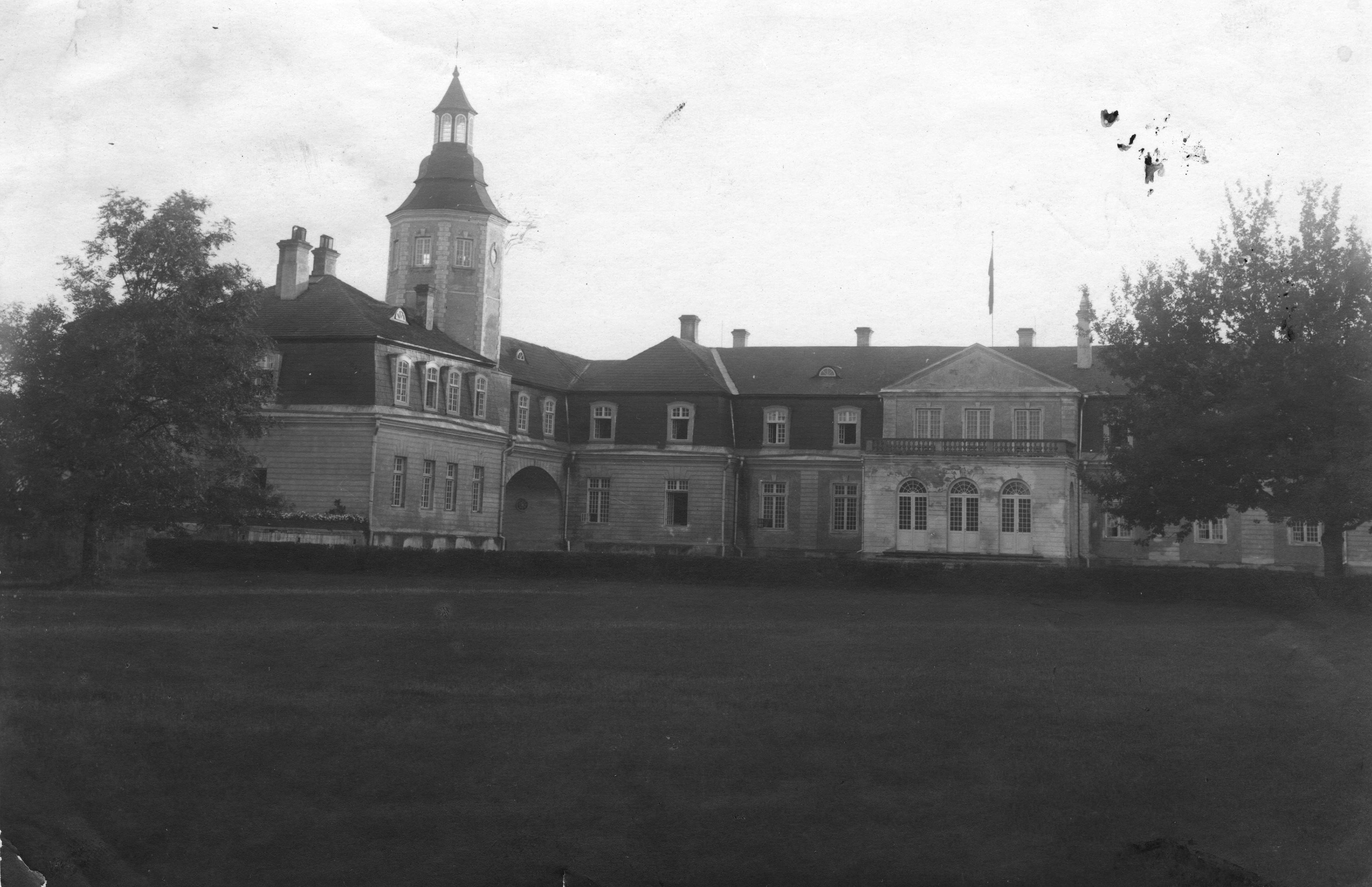
Pałac w Mańkowiczach

W 1885 założono tu park krajobrazowy z wieloma rzadkimi i egzotycznymi gatunkami drzew. Z inicjatywy księżnej Marii Doroty Radziwiłłowej wybudowano tu neobarokowy pałac, którego budowę zakończono w 1905. Wybór Mańkowicz jako lokalizacji pałacu dokonano ze względu na walory krajobrazowe miejsca. Mańkowicze stały się wówczas siedzibą ordynacji dawidgródzkiej.
Po Marii Dorocie i jej mężu Antonim Wilhelmie Radziwiłłach mańkowicki pałac odziedziczył ich młodszy syn Stanisław Wilhelm, a po jego śmierci w czasie walk z bolszewikami w 1920, jego bratanek Karol Mikołaj Radziwiłł, który był właścicielem majątku do II wojny światowej i późniejszej nacjonalizacji dokonanej przez Sowietów.
Pałac spłonął w czasie II wojny światowej. Do czasów obecnych częściowo zachował się park krajobrazowy, mający powierzchnię 28 ha (ok. połowy pierwotnej powierzchni), przy którym w 1955 założono muzeum krajoznawcze.